# Etiópia nos Jogos Olímpicos de Verão de 2020
A Etiópia deverá competir nos Jogos Olímpicos de Verão de 2020 em Tóquio. Originalmente programados para ocorrerem de 24 de julho a 9 de agosto de 2020, os Jogos foram adiados para 23 de julho a 8 de agosto de 2021, por causa da pandemia COVID-19. Esta será a 14ª participação olímpica da nação, tendo participado em todas as edições, exceto três, desde sua estreia em 1956. A Etiópia não compareceu em Montreal 1976, devido ao boicote africano, além de Los Angeles 1984, quando a nação aderiu ao boicote soviético, e Seul 1988, devido ao boicote norte-coreano.

## Competidores
Abaixo está a lista do número de competidores nos Jogos.
| Esporte   | Masculino | Feminino | Total |
| --------- | --------- | -------- | ----- |
| Atletismo | 16        | 19       | 35    |
| Ciclismo  | 0         | 1        | 1     |
| Natação   | 1         | 0        | 1     |
| Taekwondo | 1         | 0        | 1     |
| Total     | 18        | 20       | 38    |

## Atletismo
Os seguintes atletas ganeses conquistaram marcas de qualificação, pela marca direta ou pelo ranking mundial, nos seguintes eventos de pista e campo (até o máximo de três atletas em cada evento):
- Nota– As posições para os eventos de pista são em relação à bateria do atleta
- Q = Qualificado para a próxima fase
- q = Qualificado para a próxima fase como o perdedor mais rápido ou, em eventos de campo, pela posição sem atingir o alvo para qualificação
- NR = Recorde nacional
- N/A = Fase não aplicável para o evento
- Bye = Atleta não precisou disputar aquela fase

Eventos de pista e estrada
Masculino
| Atleta               | Evento                | Eliminatória | Eliminatória | Semifinal | Semifinal | Final     | Final   |
| Atleta               | Evento                | Resultado    | Posição      | Resultado | Posição   | Resultado | Posição |
| -------------------- | --------------------- | ------------ | ------------ | --------- | --------- | --------- | ------- |
| Melese Nberet        | 800 m                 |              |              |           |           |           |         |
| Samuel Abate         | 1500 m                |              |              |           |           |           |         |
| Selemon Barega       | 1500 m                |              |              |           |           |           |         |
| Samuel Tefera        | 1500 m                |              |              |           |           |           |         |
| Nibret Melak         | 5000 m                |              |              | —         | —         |           |         |
| Milkesa Mengesha     | 5000 m                |              |              | —         | —         |           |         |
| Getnet Wale          | 5000 m                |              |              | —         | —         |           |         |
| Berihu Aregawi       | 10000 m               | —            | —            | —         | —         |           |         |
| Yomif Kejelcha       | 10000 m               | —            | —            | —         | —         |           |         |
| Hailemariyam Amare   | 3000 m com obstáculos |              |              | —         | —         |           |         |
| Abrham Sime          | 3000 m com obstáculos |              |              | —         | —         |           |         |
| Bikila Tadese Takele | 3000 m com obstáculos |              |              | —         | —         |           |         |
| Lelisa Desisa        | Maratona              | —            | —            | —         | —         |           |         |
| Shura Kitata         | Maratona              | —            | —            | —         | —         |           |         |
| Sisay Lemma          | Maratona              | —            | —            | —         | —         |           |         |

Feminino
| Atleta             | Evento                | Eliminatória | Eliminatória | Semifinal | Semifinal | Final     | Final   |
| Atleta             | Evento                | Resultado    | Posição      | Resultado | Posição   | Resultado | Posição |
| ------------------ | --------------------- | ------------ | ------------ | --------- | --------- | --------- | ------- |
| Habitam Alemu      | 800 m                 |              |              |           |           |           |         |
| Werkwuha Getachew  | 800 m                 |              |              |           |           |           |         |
| Worknesh Mesele    | 800 m                 |              |              |           |           |           |         |
| Freweyni Hailu     | 1500 m                |              |              |           |           |           |         |
| Lemlem Hailu       | 1500 m                |              |              |           |           |           |         |
| Diribe Welteji     | 1500 m                |              |              |           |           |           |         |
| Ejgayehu Taye      | 5000 m                |              |              | —         | —         |           |         |
| Senbere Teferi     | 5000 m                |              |              | —         | —         |           |         |
| Gudaf Tsegay       | 5000 m                |              |              | —         | —         |           |         |
| Tsigie Gebreselama | 10000 m               | —            | —            | —         | —         |           |         |
| Tsehay Gemechu     | 10000 m               | —            | —            | —         | —         |           |         |
| Letesenbet Gidey   | 10000 m               | —            | —            | —         | —         |           |         |
| Mekides Abebe      | 3000 m com obstáculos |              |              | —         | —         |           |         |
| Lomi Muleta        | 3000 m com obstáculos |              |              | —         | —         |           |         |
| Zerfe Wondemagegn  | 3000 m com obstáculos |              |              | —         | —         |           |         |
| Roza Dereje        | Maratona              | —            | —            | —         | —         |           |         |
| Birhane Dibaba     | Maratona              | —            | —            | —         | —         |           |         |
| Tigist Girma       | Maratona              | —            | —            | —         | —         |           |         |
| Yehualeye Beletew  | 20 km marcha atlética | —            | —            | —         | —         |           |         |

## Ciclismo

### Estrada
A Etiópia inscreveu uma ciclista para participar da prova de corrida em estrada, após garantir uma vaga direta como a ciclista de melhor posição, ainda não qualificada, no Campeonato Africano de 2019 em Adis Abeba.
| Atleta     | Evento                      | Tempo | Posição |
| ---------- | --------------------------- | ----- | ------- |
| Selam Amha | Corrida em estrada feminina |       |         |

## Natação
A Etiópia recebeu um convite de universalidade da FINA para enviar o nadador de melhor ranking em seu respectivo evento individual para as Olimpíadas, baseado no Sistema de Pontos da FINA de 28 de junho de 2021. 
| Atleta            | Evento               | Eliminatória | Eliminatória | Semifinal | Semifinal | Final | Final   |
| Atleta            | Evento               | Tempo        | Posição      | Tempo     | Posição   | Tempo | Posição |
| ----------------- | -------------------- | ------------ | ------------ | --------- | --------- | ----- | ------- |
| Abdelmalik Muktar | 50 m livre masculino |              |              |           |           |       |         |

## Taekwondo
A Etiópia inscreveu um atleta para a competição do taekwondo pela primeira vez. Solomon Demse garantiu uma vaga na categoria 58 kg após terminar entre os dois primeiros do Torneio Africano de Qualificação de 2020 em Rabat, Marrocos.
| Atleta        | Evento | Oitavas-de-final     | Quartas-de-final     | Semifinais           | Repescagem           | Final / BM           | Final / BM |
| Atleta        | Evento | Adversário Resultado | Adversário Resultado | Adversário Resultado | Adversário Resultado | Adversário Resultado | Posição    |
| ------------- | ------ | -------------------- | -------------------- | -------------------- | -------------------- | -------------------- | ---------- |
| Solomon Demse | -58 kg |                      |                      |                      |                      |                      |            |